# Enorma massiliensis
Enorma massiliensis es especie de bacteria grampositiva del género Enorma. Fue descrita en el año 2016, es la especie tipo. Su etimología hace referencia a Massilia, el nombre romano de Marsella. Es anaerobia estricta e inmóvil. Tiene un tamaño de 0,57 μm de diámetro. Catalasa y oxidasa negativas. Forma colonias grises en agar sangre. Temperatura de crecimiento entre 37-45 °C, óptima de 37 °C. Es sensible a amoxicilina, metronidazol, imipenem, vancomicina, rifampicina y gentamicina. Resistente a eritromicina, penicilina, doxiciclina, ciprofloxacino, ceftriaxona y trimetoprim-sulfametoxazol. Tiene un genoma de 2,2 Mpb y un contenido de G+C de 62%. Se ha aislado de las heces de una paciente con obesidad mórbida en Francia. 